# 5640 Yoshino
Az 5640 Yoshino (ideiglenes jelöléssel 1989 UR3) a Naprendszer kisbolygóövében található aszteroida. Masaru Mukai,  Masanori Takeishi fedezte fel 1989. október 21-én.